# Апостол Кифа
Свети апостол Кифа (старогрчки Κηφας) - апостол од седамдесеторице, био је епископ у Колофону у Памфилији или у Иконији.
Према другој верзији, Кифа је само варијанта имена апостола Петра, чије је првобитно име било Симон. Грчки превод „Петар“ потиче од арамејског надимка „Кифа“ који му је дао Исус Христ. Речи Јеванђеља „Кифа, кога је апостол Павле осудио у Антиохији“ односе се на Гал. 2:7-14, где Павле осуђује Петра, а Кифа се помиње у истом пасусу као један од „стубова“ заједно са Јаковом и Јованом.

## Помињање у списима
Кифа се једном речју помиње међу апостолима седамдесеторице у изворима: Синаксар Цариградске цркве 10. века. Минологија Василија II крајем 10. века, Велика Четија-Менаиона митрополита Макарија из 1530. године и др.
Димитрије Ростовски назива Кифу једним од апостола седамдесеторице и епископом у Колофону и пише: „Кифа, кога је апостол Павле осудио у Антиохији, постао је епископ у Иконији“. Наводи Јевсевија из Цезареје, који, тумачећи 1. Кор. 15:5, Кифу сматра мањим апостолом, наводећи га као пример да би могло бити више од 70 малих апостола.